# Кая (племенной союз)
Кая́ (кор. 가야) — союз племён в бассейне реки Нактонган в южной части Кореи, выросший из племенного союза Пёнхан и впоследствии завоёванный Силла, одним из трёх раннекорейских государств.

## Названия
Помимо Кая (가야; 加耶, 伽耶, 伽倻) из-за различной транскрипции с корейского языка на китайский название союза в различных источниках может записываться как Карак (가락; 駕洛, 迦落), Кара (가라; 加羅, 伽羅, 迦羅, 柯羅), Карян (가량,加良) и Куя (구야, 狗耶).

## История
Согласно легенде, приведённой в Самгук Юса, в 42 году с неба спустилось 6 яиц, из которых вылупилось 6 мальчиков, которые через 12 дней стали взрослыми. Один из них, Суро, стал основателем Кымгван Кая, а остальные пять основали пять других государств, составлявших союз Кая: Тэкая, Сонсан Кая, Ара Кая, Корён Кая и Сокая.
Исторически Кая выросла из союза двенадцати племён, известного как Пёнхан. Эти племена объединились в шесть государств, сосредоточенных вокруг Кымгван Кая. Согласно археологическим и историческим свидетельствам переход от Пёнхана к Кая произошёл в конце III века.
Государство Кая было завоевано Силла в середине VI века.

## Экономика
Расположенный в нижнем течении реки Нактонган, союз Кая являлся равнинным регионом с доступом к морю, что определило его статус как торговый перевал на пути следования товаров из Корейского полуострова в Японию и Китай. Кроме того, жители Кая занимались рыболовством, сельским хозяйством и производством железа, изделия из которого были главным предметом экспорта.

## Политический строй
Различные исторические источники указывают на различное количество составных частей Кая. К примеру в «Корё Саряк» (고려사략; 高麗史略) перечислены пять: Кымгван Кая, Корён Кая, Пихва Кая, Ара Кая и Сонсан Кая.
Главным городом конфедерации был современный Кимхэ. К рубежу пятого-шестого веков центр союза премещается в Тэкая (район современного уезда Корён). Тэкая в 562 году было завоёвано набиравшим силу государством Силла.
Конфедерация поддерживала близкие связи с Японией, к примеру, печь для обжига керамики была импортирована в Японию из Кая. Согласно японской хронике «Нихон сёки» Кая (яп. 任那 мимана) была частью конфедерации Ямато. Однако корейская историография отрицает такой порядок взаимоотношений между двумя регионами, часто отводя Кая роль данника Пэкче, а Корейско-японский комитет исторических исследований в 2010 году пришел к выводу, что содержание японской хроники не соответствует действительности.